# Thrixspermum tsii
Thrixspermum tsii är en orkidéart som beskrevs av W.H.Chen och Y.M.Shui. Thrixspermum tsii ingår i släktet Thrixspermum och familjen orkidéer. Inga underarter finns listade i Catalogue of Life.